# Динамо-ВятГУ
«Динамо-ВятГУ» (Киров) — российский мужской волейбольный клуб. Основан в 1993 году.
Состав 2012-13г.:

1 Белугин Андрей 14.05.1990 195

2 Юкляев Павел 22.05.1990 192

3 Метелёв Вадим 16.04.1984 200

4 Ермолин Александр 04.01.1988 192

5 Ревунецъ Денис 03.05.1983 193

6 Колбеев Семён 15.02.1989 198

7 Костин Никита 08.02.1994 192

8 Распопин Владимир 29.10.1988 190

9 Глухов Алексей 05.09.1985 195

10 Колупаев Антон 22.11.1986 197

11 Дряхлых Антон 04.02.1994 187

12 Клабуков Дмитрий 05.04.1989 195

13 Казанцев Максим 27.03.1995 186

14 Абрамовский Иван 11.10.1993 193

## Прежние названия
- до 1995 года — «Веста»
- 1996—2005 годы — «Динамо» (Киров)
- 2006 — наст. время — «Динамо-ВятГУ» (Киров)

## Состав в сезоне-2009/10
| №                       | Имя                     | Год рождения            | Рост                    |                         |                         |
| Центральные блокирующие | Центральные блокирующие | Центральные блокирующие | Центральные блокирующие | Центральные блокирующие | Центральные блокирующие |
| ----------------------- | ----------------------- | ----------------------- | ----------------------- | ----------------------- | ----------------------- |
| 6                       | Сергей Лащуков          | 1992                    | 205                     |                         |                         |
| 10                      | Осмехин Роман           | 1998                    | 197                     |                         |                         |
| 12                      | Никита Костин           | 1994                    | 192                     |                         |                         |
| 14                      | Ринат Головин           | 1991                    | 194                     |                         |                         |
| 15                      | Евгений Савиных         | 1988                    | 193                     |                         |                         |
| Связующие               |                         |                         |                         |                         |                         |
| 5                       | Вадим Метелев           | 1984                    | 201                     |                         |                         |
| 7                       | Николай Сунцов          | 1990                    | 198                     |                         |                         |
| 19                      | Антон Дряхлых           | 1994                    | 186                     |                         |                         |
| Либеро                  |                         |                         |                         |                         |                         |
| 9                       | Дмитрий Кожевников      | 1984                    | 190                     |                         |                         |
| 17                      | Игорь Алалыкин          | 1993                    | 180                     |                         |                         |

| №                              | Имя             | Год рождения | Рост         |              |              |
| Диагональные                   | Диагональные    | Диагональные | Диагональные | Диагональные | Диагональные |
| ------------------------------ | --------------- | ------------ | ------------ | ------------ | ------------ |
| 3                              | Игорь Чикишев   | 1986         | 201          |              |              |
| 11                             | Семен Колбеев   | 1989         | 199          |              |              |
| Доигровщики                    |                 |              |              |              |              |
| 8                              | Сергей Сандалов | 1989         | 195          |              |              |
| 4                              | Дмитрий Ищенко  | 1973         | 200          |              |              |
| Главный тренер — Вадим Метелев |                 |              |              |              |              |
| Тренер — Владимир Трефилов     |                 |              |              |              |              |